# 労働基準局
労働基準局（ろうどうきじゅんきょく）は、日本の中央省庁である厚生労働省の内部部局の一つ。所掌事務は労働基準、労働組合等に関すること。2001年1月6日の中央省庁再編で厚生省と労働省が統合されるのに伴い、労働基準局がそのまま組織変更され発足した。厚生労働省組織令第2条によってその設置が定められ、同政令第7条でその所掌事務が定められている。また労働基準法上の「労働基準主管局」にあたり（労働基準法第97条）、労働基準局長は労働基準監督官をもって充てられ、下級官庁である都道府県労働局長及び労働基準監督署長を指揮監督する。
労働基準局長は、労働基準法、最低賃金法、労働安全衛生法その他の所管法令の施行事務を行うとともに、当該法令の行政解釈について通達を発出している。
労働基準法の施行において、労働基準監督署及び都道府県労働局は、労働者の申告又は通報、告訴・告発、労働災害の発生等を端緒として、事業場に立入検査（「臨検」とも言う。）等を行い、違反が認められれば行政指導を行うが、労働基準局は、その立入検査・行政指導を指揮監督しており、また、その立入検査・行政指導を自ら行うこともできる。また、労働基準監督官は、労働基準法、最低賃金法、労働安全衛生法その他の合計8つの法律違反の犯罪につき司法警察権をもつことから、労働基準局は、それらの違反事件については、労働基準監督署ないし都道府県労働局による捜査を指揮監督し、又はその捜査を自ら行うこともできる。

## 組織
厚生労働省組織令第59条によって、以下の課及び安全衛生部を置く。
- 総務課
- 労働条件政策課
- 監督課
- 労働関係法課
- 賃金課
- 労災管理課
- 労働保険徴収課
- 補償課
- 労災保険業務課

安全衛生部
- 計画課
- 安全課
- 労働衛生課
- 化学物質対策課

## 所掌事務
- 総務課の所掌事務（厚生労働省組織令第60条）

1. 労働基準局の所掌事務に関する総合調整に関すること。
2. 労働保険審査会の庶務に関すること。
3. 前二号に掲げるもののほか、労働基準局の所掌事務で他の所掌に属しないものに関すること。

- 労働条件政策課の所掌事務（厚生労働省組織令第61条）

1. 労働時間、休息その他の労働条件及び労働者の保護に関する政策の企画及び立案に関すること（雇用環境・均等局及び他課の所掌に属するものを除く。）。
2. 前号に掲げるもののほか、労働時間及び休息に関すること（労働基準法の施行に関すること及び労働基準監督官の行う監督に関すること並びに雇用環境・均等局の所掌に属するものを除く。）。
3. 労働能率の増進に関すること（賃金体系に関すること及び雇用環境・均等局の所掌に属するものを除く。）。

- 監督課の所掌事務（厚生労働省組織令第62条）

1. 労働条件、産業安全（鉱山における保安を除く。）、労働衛生及び労働者の保護に関する労働基準監督官の行う監督（労働者についてのじん肺管理区分の決定に関する監督に関することを含み、鉱山における通気及び災害時の救護に関する監督に関することを除く。）並びに家内労働法の規定に基づく労働基準監督官の行う監督に関すること。
2. 前号に掲げるもののほか、労働契約その他の労働条件及び労働者の保護に関すること（雇用環境・均等局及び他課の所掌に属するものを除く。）。
3. 児童の使用の禁止に関すること。
4. 労働基準監督官が司法警察員として行う職務に関すること。
5. 労働基準監督官を採用するための試験の実施に関すること。
6. 都道府県労働局における労働基準局の所掌に係る事務の実施状況の監察に関すること（労災管理課の所掌に属するものを除く。）。
7. 社会保険労務士に関すること（年金局の所掌に属するものを除く。）。
8. 外国人の技能実習の適正な実施及び技能実習生の保護に関する法律に規定する労働基準監督官の職権の行使に関すること。

- 労働関係法課の所掌事務（厚生労働省組織令第62条の2）

1. 労働契約に関する政策の企画及び立案に関すること（雇用環境・均等局の所掌に属するものを除く。）。
2. 前号に掲げるもののほか、労働契約に関すること（労働基準法の施行に関すること及び労働基準監督官の行う監督に関すること並びに雇用環境・均等局の所掌に属するものを除く。）。
3. 労働者の団結する権利及び団体交渉その他の団体行動をする権利の保障に関すること（中央労働委員会の所掌に属するものを除く。）。
4. 労働関係の調整に関する政策の企画及び立案に関すること。
5. 個別労働関係紛争の当事者に対する自主的な紛争解決の取組への支援に関すること及び個別労働関係紛争の解決の促進に関する法律第20条第2項の規定による情報の提供その他の必要な措置に関すること。

- 賃金課の所掌事務（厚生労働省組織令第62条の3）

1. 賃金の支払及び最低賃金に関する政策の企画及び立案に関すること。
2. 前号に掲げるもののほか、最低賃金に関すること（労働基準監督官の行う監督に関することを除く。）。
3. 賃金体系に関すること。
4. 退職手当の保全措置その他の退職手当に関すること（退職手当の支払に関すること及び労働基準監督官の行う監督に関することを除く。）。

- 労災管理課の所掌事務（厚生労働省組織令第63条）

1. 次に掲げる事務に関する総合的な企画及び立案並びに調整に関すること（他課の所掌に属するものを除く。）。
  - 労働基準法の規定による災害補償及び政府が管掌する労働者災害補償保険事業に関すること。
  - 石綿による健康被害の救済に関すること。
2. 都道府県労働局における災害補償及び労働者災害補償保険に係る事務の実施状況の監察に関すること。
3. 労働保険特別会計の労災勘定の経理に関すること。
4. 労働保険特別会計の労災勘定に属する国有財産の管理及び処分並びに物品の管理に関すること。
5. 前各号に掲げるもののほか、第一号に掲げる事務で他の所掌に属しないものに関すること。

- 労働保険徴収課の所掌事務（厚生労働省組織令第64条）

1. 労働保険の保険関係の成立及び消滅に関すること。
2. 労働保険料及び労働者災害補償保険の特別保険料並びにこれらに係る徴収金の徴収に関すること。
3. 労働保険事務組合の業務に係る監督に関すること。
4. 労働保険特別会計の徴収勘定の経理に関すること。
5. 石綿による健康被害の救済に関する法律の規定による一般拠出金及びこれに係る徴収金の徴収に関すること。

- 補償課の所掌事務（厚生労働省組織令第65条）

1. 労働基準法の規定による災害補償の実施に関すること（労働基準監督官の行う監督に関することを除く。）。
2. 労働者災害補償保険法の規定による保険給付及びこれに係る徴収金の徴収に関すること（労災保険業務課の所掌に属するものを除く。）。
3. 石綿による健康被害の救済に関する法律の規定による特別遺族給付金の支給及びこれに係る徴収金の徴収に関すること（労災保険業務課の所掌に属するものを除く。）。

- 労災保険業務課の所掌事務（厚生労働省組織令第66条）

1. 労働者災害補償保険法に基づく年金たる保険給付、社会復帰促進等事業として行われる年金たる特別支給金及び労災就学等援護費の支給を行うこと。
2. 労働者災害補償保険法に基づく療養の給付又は二次健康診断等給付を行う病院及び診療所に対する当該給付に要する費用の支払を行うこと。
3. 労働者災害補償保険法に基づく保険給付に関する記録の作成を行うこと。
4. 労働保険の保険料の徴収等に関する法律に規定する労災保険率、第2種特別加入保険料率及び第3種特別加入保険料率並びに労働者災害補償保険の特別保険料率に関する資料の作成を行うこと。
5. 労働者災害補償保険に関する保険数理及び統計に関する資料の作成を行うこと。
6. 災害補償及び労働者災害補償保険に係る支払事務に関する電子計算組織に関すること。
7. 石綿による健康被害の救済に関する法律に基づく特別遺族年金の支給を行うこと。
8. 石綿による健康被害の救済に関する法律に基づく特別遺族給付金の支給に関する記録の作成を行うこと。
9. 石綿による健康被害の救済に関する法律に基づく特別遺族給付金に関する数理及び統計に関する資料の作成を行うこと。
10. 石綿による健康被害の救済に関する法律に基づく特別遺族給付金に係る支払事務に関する電子計算組織に関すること。

- 計画課の所掌事務（厚生労働省組織令第68条）

1. 安全衛生部の所掌事務に関する総合調整に関すること。
2. 労働災害防止計画に関すること。
3. 労働安全衛生法に規定する指定試験機関、指定コンサルタント試験機関及び指定登録機関の組織及び運営一般に関すること。
4. 中央労働災害防止協会及び労働災害防止協会の組織及び運営一般並びに船員災害防止協会の監督及び助成に関すること。
5. 独立行政法人労働者健康安全機構の組織及び運営一般に関すること。
6. 前各号に掲げるもののほか、安全衛生部の所掌事務で他の所掌に属しないものに関すること。

- 安全課の所掌事務（厚生労働省組織令第69条）

1. 産業安全に関する登録型式検定機関（労働安全衛生法第44条の2第1項に規定する登録型式検定機関をいう。第71条第4号において同じ。）の組織及び運営一般に関すること。
2. 労働安全衛生法第88条第2項の規定による計画の届出に関すること（労働基準監督官の行う監督に関することを除く。）。
3. 前二号に掲げるもののほか、産業安全（鉱山における保安を除く。）に関すること（労働基準監督官の行う監督に関すること及び化学物質対策課の所掌に属するものを除く。）。
4. 家内労働者の安全に関すること（化学物質対策課の所掌に属するものを除く。）。

- 労働衛生課の所掌事務（厚生労働省組織令第70条）

1. 労働者についてのじん肺管理区分の決定に関すること。
2. 前号に掲げるもののほか、労働衛生に関すること（鉱山における通気及び災害時の救護に関すること並びに労働基準監督官の行う監督に関すること並びに化学物質対策課の所掌に属するものを除く。）。
3. 家内労働者の衛生に関すること（化学物質対策課の所掌に属するものを除く。）。

- 化学物質対策課の所掌事務（厚生労働省組織令第71条）

1. 危険物の危険性に係る産業安全（鉱山における保安を除く。）に関すること（労働基準監督官の行う監督に関することを除く。）。
2. 労働安全衛生法第57条の4及び第57条の5に規定する化学物質についての有害性の調査に関すること（労働基準監督官の行う監督に関することを除く。）。
3. 労働者がさらされる化学物質又は労働者の従事する作業と労働者の疾病との相関関係を把握するための疫学的調査その他の調査に関すること。
4. 労働衛生に関する登録型式検定機関の組織及び運営一般に関すること。
5. 労働安全衛生法第57条の2の規定による通知に関すること（労働基準監督官の行う監督に関することを除く。）。
6. 化学物質による労働者の健康障害を防止するための指針に関すること。
7. 第二号から前号までに掲げるもののほか、有害物の有害性に係る労働衛生に関すること（鉱山における通気及び災害時の救護に関すること、労働基準監督官の行う監督に関すること並びに労働安全衛生法第7章（第65条及び第65条の2を除く。）に掲げる措置に関することを除く。）。
8. 危険物の危険性に係る家内労働者の安全に関すること。
9. 有害物の有害性に係る家内労働者の衛生に関すること。

## 所管法令（共管等を含む。制定年順）
- 労働関係調整法（昭和21年9月27日 法律第25号）
- 労働基準法（昭和22年4月7日 法律第49号）
- 労働者災害補償保険法（昭和22年4月7日 法律第50号）
- 行政執行法人の労働関係に関する法律（昭和23年12月20日 法律第257号）
- 労働組合法（昭和24年6月1日 法律第174号）
- 地方公営企業等の労働関係に関する法律（昭和27年7月31日 法律第289号）
- 電気事業及び石炭鉱業における争議行為の方法の規制に関する法律（昭和28年8月7日 法律第171号）
- 労働金庫法（昭和28年8月17日 法律第227号）
- 労働保険審査官及び労働保険審査会法（昭和31年6月4日 法律第126号）
- 最低賃金法（昭和34年4月15日 法律第137号）
- 中小企業退職金共済法（昭和34年5月9日 法律第160号）
- じん肺法（昭和35年3月31日 法律第30号）
- 労働災害防止団体法（昭和39年6月29日 法律第118号）
- 炭鉱災害による一酸化炭素中毒症に関する特別措置法（昭和42年7月28日 法律第92号）
- 社会保険労務士法（昭和43年6月3日 法律第89号）
- 労働保険の保険料の徴収等に関する法律（昭和44年12月9日 法律第84号）
- 失業保険法及び労働者災害補償保険法の一部を改正する法律及び労働保険の保険料の徴収等に関する法律の施行に伴う関係法律の整備等に関する法律（昭和44年12月9日 法律第85号）
- 家内労働法（昭和45年5月16日 法律第60号）
- 勤労者財産形成促進法（昭和46年6月1日 法律第92号）
- 労働安全衛生法（昭和47年6月8日 法律第57号）
- 作業環境測定法（昭和50年5月1日 法律第28号）
- 賃金の支払の確保等に関する法律（昭和51年5月27日 法律第34号）
- 自動車運転者の労働時間等の改善のための基準（平成元年2月9日 労働省告示第7号）
- 労働時間等の設定の改善に関する特別措置法（平成4年7月2日 法律第90号）
- 会社分割に伴う労働契約の承継等に関する法律（平成12年5月31日 法律第103号）
- 個別労働関係紛争の解決の促進に関する法律（平成13年7月11日 法律第112号）
- 金融機関等の組織再編成の促進に関する特別措置法（平成14年12月18日 法律第190号）
- 金融機能の強化のための特別措置に関する法律（平成16年6月18日 法律第128号）
- 石綿による健康被害の救済に関する法律（平成18年2月10日 法律第4号）
- 労働契約法（平成19年12月5日 法律第128号）
- 過労死等防止対策推進法（平成26年6月27日 法律第100号）
- 専門的知識等を有する有期雇用労働者等に関する特別措置法（平成26年11月28日 法律第137号）